# Mondrandpapillen
De mondrandpapillen zijn een structuur van zintuiglijk weefsel rondom de mondomgeving van de larven van kikkers. Bij sommige soorten zijn de mondrandpapillen rond het gehele mondveld aanwezig, bij andere alleen aan de zijkanten en vele soorten kennen een tussenvorm. De vorm en positie van de papillen is een belangrijk determinatiekenmerk van veel kikkerlarven, naast de liptandjes, de hoornkaak, de kenmerken van de keelpapillen en de vorm van de staart.